# 南特敕令

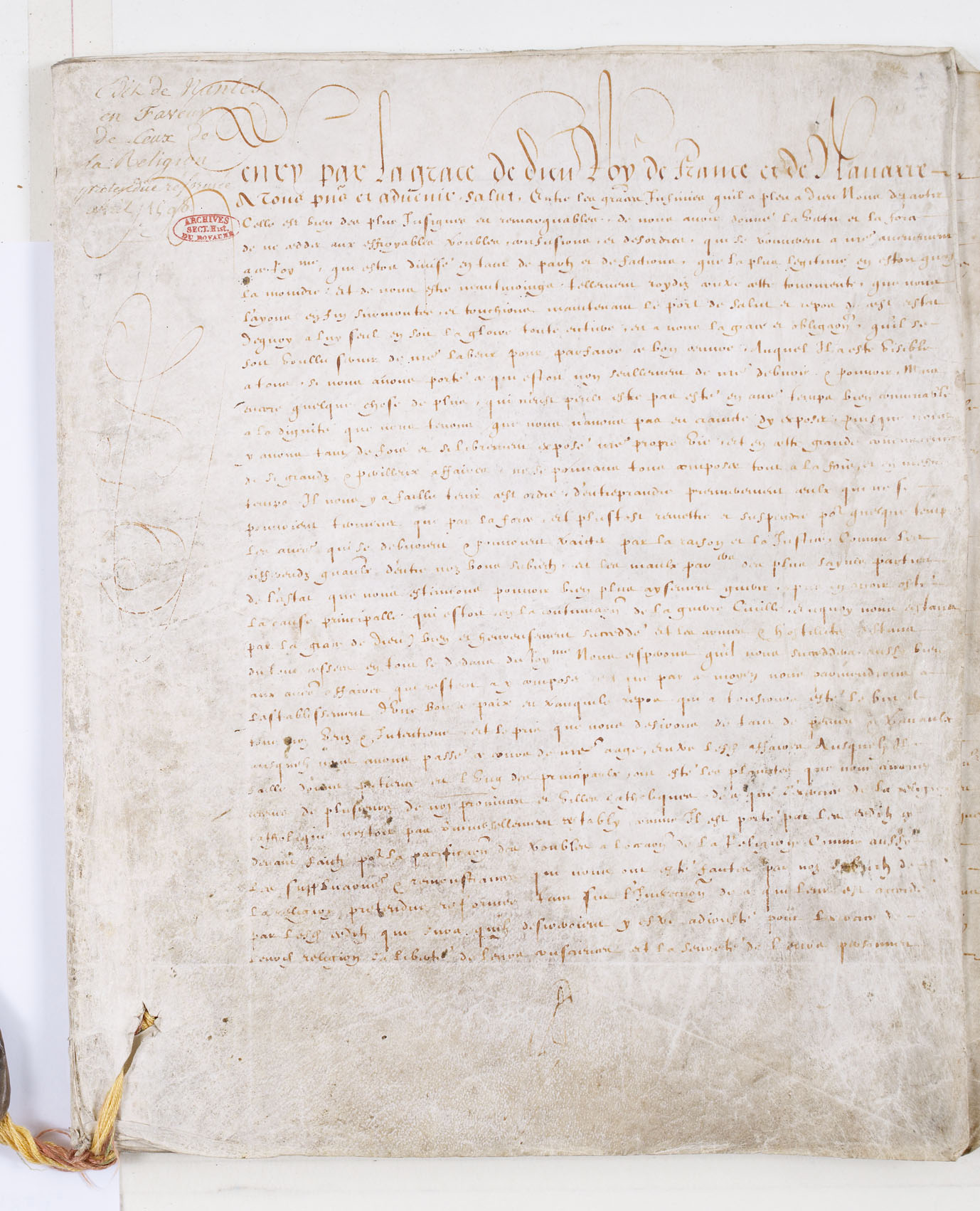
南特敕令

南特敕令，又稱為南特詔令、南特詔書、南特詔諭，法國國王亨利四世在1598年4月13日簽署頒布的一條敕令。這條敕令承認了法國國內胡格諾派的信仰自由，並在法律上享有和公民同等的權利。而這條敕令也是世界近代史上第一份有關宗教寬容的敕令。不過，亨利四世之孫路易十四卻在1685年頒布《楓丹白露敕令》，宣佈基督新教為非法，南特敕令因此而被廢除，造成約4至5萬胡格諾派信徒移民不列顛群島。

## 历史背景
16世紀中葉以後，馬丁·路德推行德意志宗教改革，從此宗教改革盛行於歐洲，而新教的喀爾文派也逐漸在法國境內活躍。他們的出現，令原本的天主教徒感到受威脅，但新教教徒的影響力日益增加，雙方發生衝突。
1559年，法國國內的喀爾文派信徒組成了集團，對抗捍衛天主教的統治階層吉斯家族。1562年，雙方爆發武裝衝突，史稱「法國宗教戰爭」。戰後，吉斯家族的洛林的亨利一世、瓦盧瓦的亨利三世及納瓦拉的亨利開始展開爭奪法國王位，稱為「三亨利之戰」。可是，亨利一世及亨利三世先後遭到刺殺，而王位繼承權就落在納瓦拉的亨利身上。因此，他加冕為法國國王，為亨利四世，開創了法國的波旁王朝。
1597年，亨利四世展开了一系列军事行动，成功的从西班牙人手中夺回了亚眠。随后，亨利四世开始向布列塔尼附近集结兵力，意在战胜西班牙的同盟，布列塔尼的统治者梅格大公菲利普-埃馬紐埃爾。
1598年一月，为了震慑布列塔尼的敌人，法国国王亨利四世不断向西部的战略重镇昂热调遣兵力并将昂热定为行在。在昂热，亨利四世通过频繁出席天主教的活动，拉拢了一批乐意与他结盟的力量。同时，亨利的重臣们开始在昂热起草一份关于宗教赦令的诏书。在此期间，迫于布列塔尼大区内日益高涨的欢迎亨利四世的呼声，梅格大公的夫人受命率领使节团与亨利四世商讨议和。亨利四世拒绝接见使节团，会谈由亨利四世的情人主导，并确定了让两家联姻的一桩婚事。同年三月，梅格大公向亨利四世宣誓效忠。
平定了布列塔尼大区后，亨利四世于同年四月前往南特，并进行诏书的最后修订工作。在南特，亨利与英格兰大使会面，并劝说英格兰继续与西班牙进行战争；而亨利四世自己，则决定结束多年的战争与不幸，讓國家歸于平静。在当时，这份诏书的名字并不是南特赦令，甚至不被称为昂热赦令，而被命名为和平赦令。同年五月，法兰西王国与西班牙签署和平协议。法国收回北部被西班牙占领的领土。

## 文件簽署

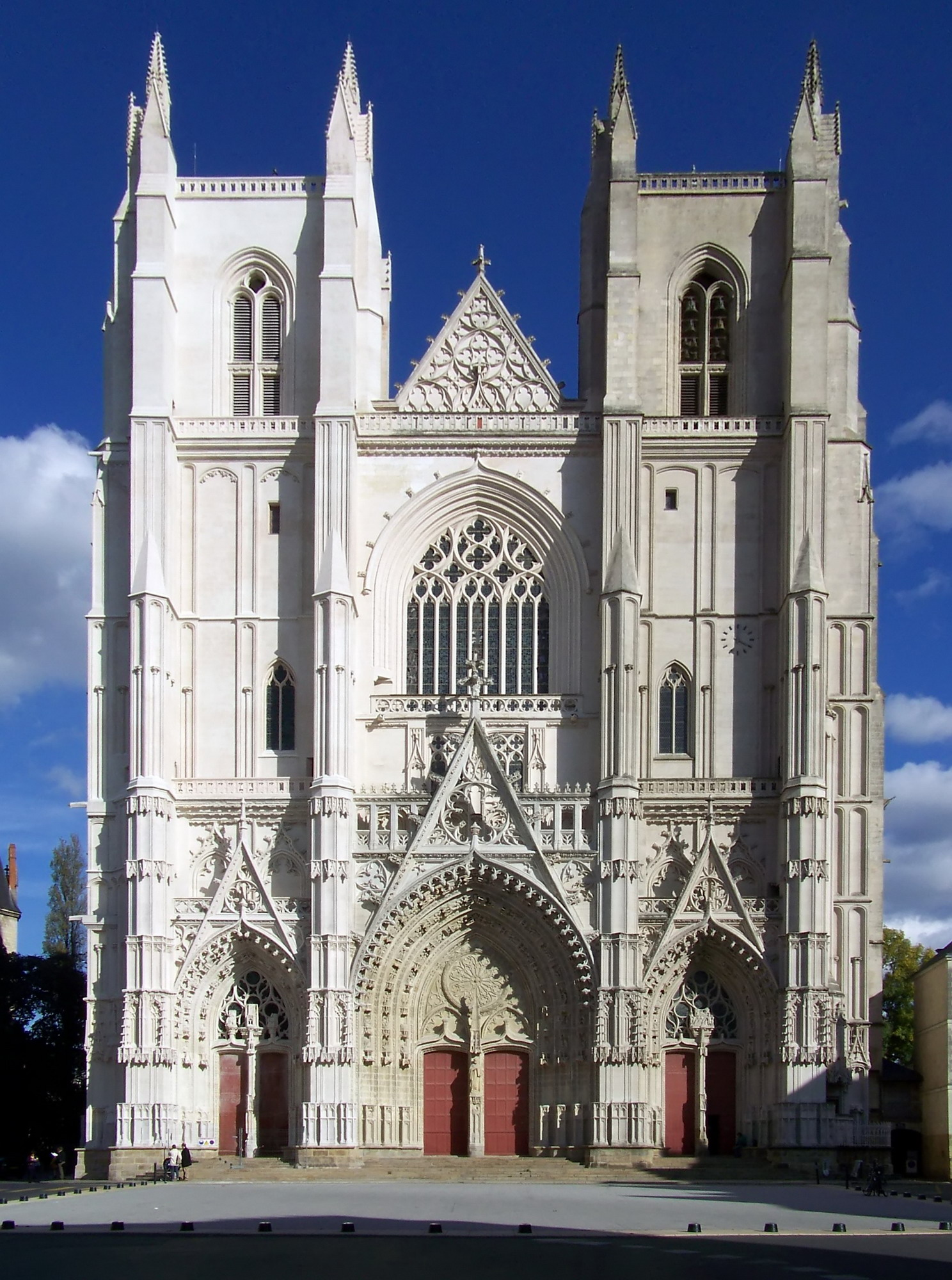
南特敕令簽訂的地點－南特主教座堂

亨利四世登基後便致力於修復國內的分岐，以避免再次引起戰火。因此，他在1598年4月13日到達布列塔尼的南特城簽署了這條敕令。這條敕令列明國內的胡格諾派門徒能夠享有自己的信仰自由，不受國家干擾，亦有權建造教堂及參與宗教事務。此外，他們也享有和其他公民一樣的權利，亦可以和天主教徒一樣分享同等的政治權利，可以擔任各種官職，亦允許讓這些教徒保有城堡及軍隊，以保衛自己。然而，為了安撫天主教徒，亨利四世在簽署這條敕令後，更宣布天主教為國教。

## 評價及影響
亨利四世儘管將天主教定為國教，但在他簽署了這條敕令後，还是立刻遭到了天主教徒的強烈反對。此外，教宗克萊孟八世對此敕令的評價十分消极，形容為「這害死了我」（This crucifies me.）。然而，這卻是世界近代史上第一份宗教寬容的敕令，亦是自羅馬帝國後，歐洲史上第一次的宗教並存。

## 赦令的废止
1643年，路易十四加冕成为波旁王朝的第三位君主。对于路易十四来说，建立一个统一的中央集权国家一直是他的政治理想。统一的法兰西王国不仅包括领土统一，还包括了唯一的宗教、唯一的行政机构与不容质疑的统治者权威。通过连年对新教学校与教堂的破坏和对新教徒的严苛审查，法国的新教徒已经所剩无几。路易十四于是宣布，先前赋予新教徒信仰自由的南特赦令已经过时，并在法兰西王国内予以废止，是為楓丹白露敕令。

## 外部連結
- （英文） （页面存档备份，存于）
- （英文）法國宗教戰爭時序（页面存档备份，存于）

1. ↑  . 五南圖書出版. 1989年7月31日: 536.